# 图伊汤加帝国
图伊汤加帝国（英語：Tuʻi Tonga Empire），又称汤加帝国（Tonga Empire），是曾经强盛一时的大洋洲帝国。该帝国以汤加塔布岛为统治中心，首都设在汤加塔布岛上的姆阿。在帝国鼎盛时期，其疆域从纽埃一直延伸到蒂科皮亚岛，势力范围则更为广大。

波利尼西亚人迁徙地图

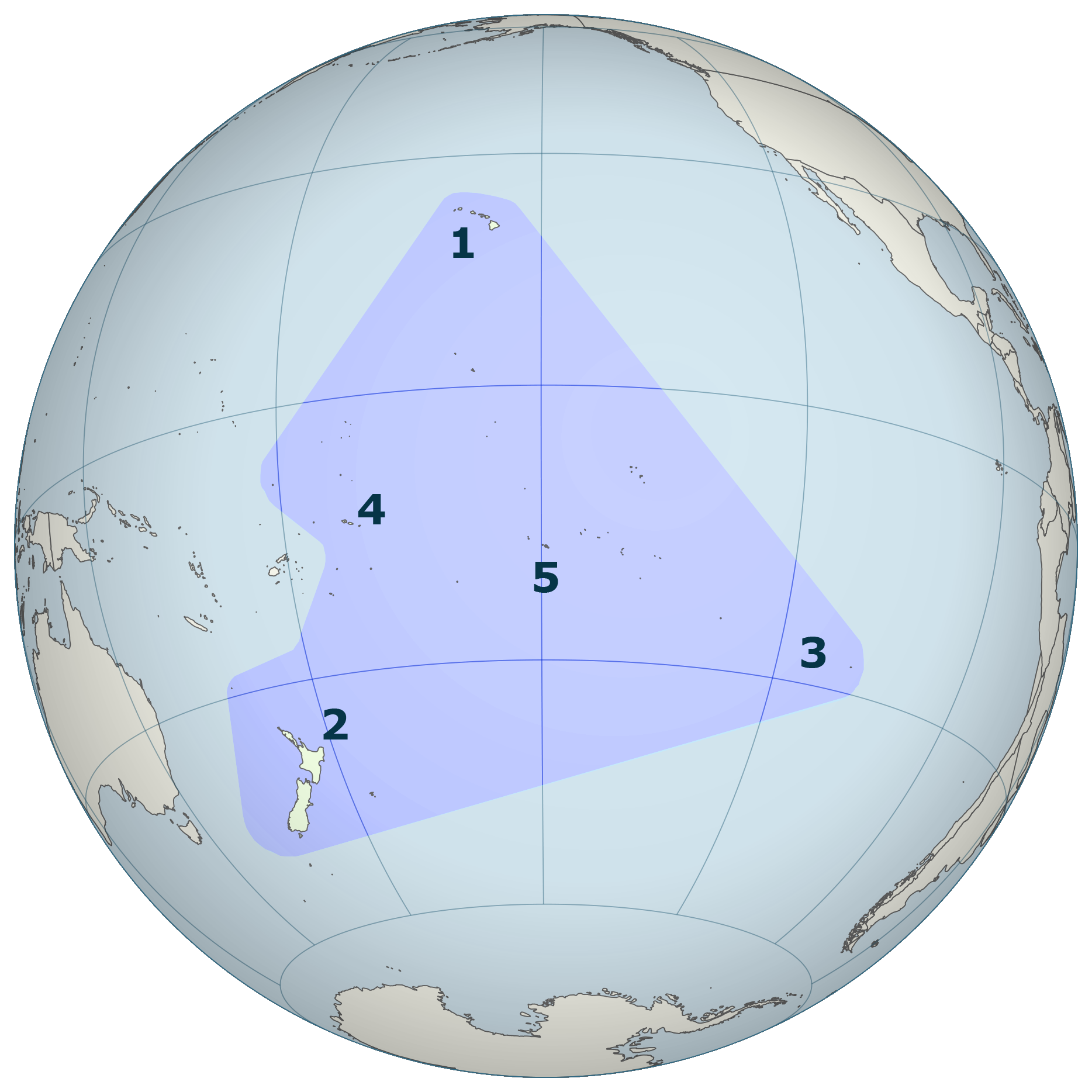
波利尼西亚三角

## 创立
在萨摩亚的图伊马努阿帝国衰弱之时，经过几场血腥的战争，汤加摆脱了图伊马努阿帝国的统治，建立起一个独立王朝，其统治者使用“图伊汤加”的头衔。第1任图伊汤加为阿霍埃图，他的父亲曾是萨摩亚的高级祭司，母亲来自萨摩亚的显贵家族。因此，图伊汤加集世俗和宗教大权于一身。阿霍埃图定都于汤加塔布岛的托洛阿。

## 扩张（1200年—1600年）
在第10任图伊汤加摩莫和他的儿子第11任图伊汤加图伊塔图伊的统治下，图伊汤加帝国扩张到斐济的全部和萨摩亚的部分地区。摩莫在位时，迁都至位于汤加塔布岛东北角的赫凯塔（位于今纽托乌阿村附近）。汤加帝国继续把边境扩展到了波利尼西亚的西部和中部，以及美拉尼西亚和密克罗尼西亚的部分地区。汤加帝国在顶峰的时候影响范围达到了300万平方公里海域。许多没有被直接统治的地区也被迫向帝国纳贡。图伊塔图伊之子、第12任图伊汤加塔拉塔马在位时，将首都迁至后来闻名于世的姆阿（位于汤加塔布岛中部）。

### 帝国海军
图伊汤加帝国兴起的一个因素是拥有强大的海军。帝国海军的绝大多数舰船是种配有方形船帆的长形独木舟，其中最大的独木舟可满载100人，而最著名的船是“汤加富西亚”、“阿基赫霍”、 “洛米佩欧”和“塔卡伊波马纳”。庞大的海军使帝国因贸易和随之而来的朝貢而日渐富足 。

## 三头政治
图伊汤加势力的衰微源于数次战争和内部压力。1250年，图伊汤加帝国被马列托亚家族赶出萨摩亚。帝国设立“法莱法”一职作为政治顾问，“法莱法”成功地维持了帝国在一些岛屿的霸权。但帝国面临的压力始终存在，有数位君主死于暗杀。最著名的君主有：哈维阿一世（第19任图伊汤加）、哈维阿二世（第22任图伊汤加）和塔卡拉瓦（第23任图伊汤加），他们都以残暴著称。约1470年，塔卡拉瓦被谋杀，他的儿子考乌鲁弗努瓦为父报仇并继任第24任图伊汤加后，为确保不再发生类似刺杀事件，实行一项重大政治改革，于1470年设立专门负责世俗事务的头衔“图伊哈塔卡拉瓦”，并授予其弟莫乌昂马图阿，考乌鲁弗努瓦自己则从政权中退出，从此以后图伊汤加只是负责宗教事务的最高宗教领袖，监管番薯和其他农作物生产，掌管汤加每年的重大典礼“伊纳西节”。图伊汤加家族的其他成员纷纷被委任为哈阿派群島、瓦瓦乌群岛以及其他外围岛屿的领主。这是汤加王权的第一次分化。此后，图伊汤加家族的权势日益衰弱。同时，图伊哈塔卡拉瓦家族开始长期统治。这种双头体制成功地存在了100多年。图伊哈塔卡拉瓦家族统治后期，受到内外压力，帝国疆域日益收缩，并逐步丧失影响力。
1610年左右，莫乌恩加汤加（第6任图伊哈塔卡拉瓦）的儿子恩加塔获得“图伊卡诺库珀鲁”的头衔，建立新的统治家族。图伊卡诺库珀鲁家族没有取代以前的统治者，而是与图伊哈塔卡拉瓦家族长期争夺统治权。由于恩加塔的母亲托胡伊阿是萨摩亚乌波卢岛的萨法塔战争酋长阿玛·莱莱的女儿，图伊卡诺库珀鲁家族深受萨摩亚政权的影响，这也导致了政权的不稳定和脆弱。

## 内战与帝国终结

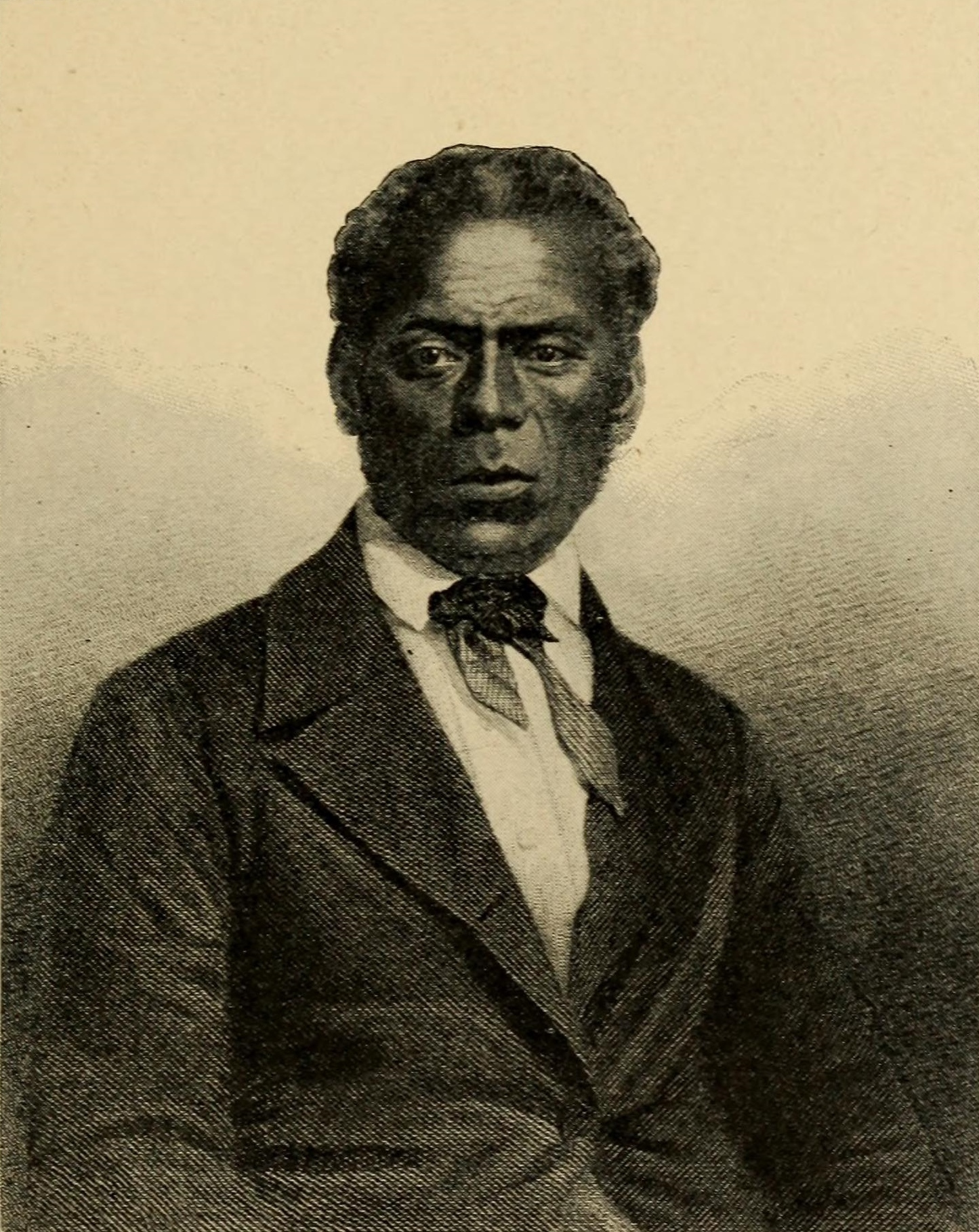
乔治·图普一世

1797年，托阿弗纳基（第18任图伊哈塔卡拉瓦）去世，此后，再也没有公认的“图伊哈塔卡拉瓦”头衔持有者。1799年，托阿弗纳基被重新安葬，第14任图伊卡诺库珀鲁图库阿霍在这次葬礼上被刺杀，从此进入持续50年的汤加内战时期。1826年9月，图伊卡诺库珀鲁家族的陶法阿豪在维拉塔战役击败图伊汤加家族的首领劳菲利汤加（1827年，成为第39任图伊汤加，但不再拥有政治和宗教权力），控制哈阿派群岛。1831年，在循道宗传教士主持下，陶法阿豪接受洗禮，皈依基督教，并自称汤加国王乔治·图普一世。1839年，乔治·图普一世颁布汤加历史上第一部法典《瓦瓦乌法典》，由此获得民众和传教士的支持，并削弱了图伊汤加的宗教权威和诸酋长的权力。1845年，乔治·图普一世成为第19任图伊卡诺库珀鲁。1865年12月9日，劳菲利汤加去世，“图伊汤加”头衔随之被废除，图伊汤加帝国正式终结。1875年11月4日，汤加宪法颁布，汤加正式成为王国。

## 文化
首都姆阿的建成时间早于公元500年。但是，确切的时间依然是未知数。关于汤加文明，仍然所知甚少。但是很显然，他们拥有一套精良的道路和运河系统。他们也建立大金字塔和其它的大型石头物体。由于洪水和上升的水平面，后来首都移到了努库阿洛法。一些汤加最有名的地面标志物，包括毛伊三石塔，建造于13世纪图伊塔图伊统治时期。汤加的君主和君主配偶们埋葬于拉尼的大石岗。